# Tadepalle (Vijayawada)
Tadepalle est une ville du district de Guntur, jusqu'en 2022 puis du  district NTR, depuis le 3 avril 2022,  dans l'État d'Andhra Pradesh en Inde. 
Selon le recensement de l'Inde de 2011, la localité compte une population de 64 149 habitants.